# Conférence internationale de paix de Aiete

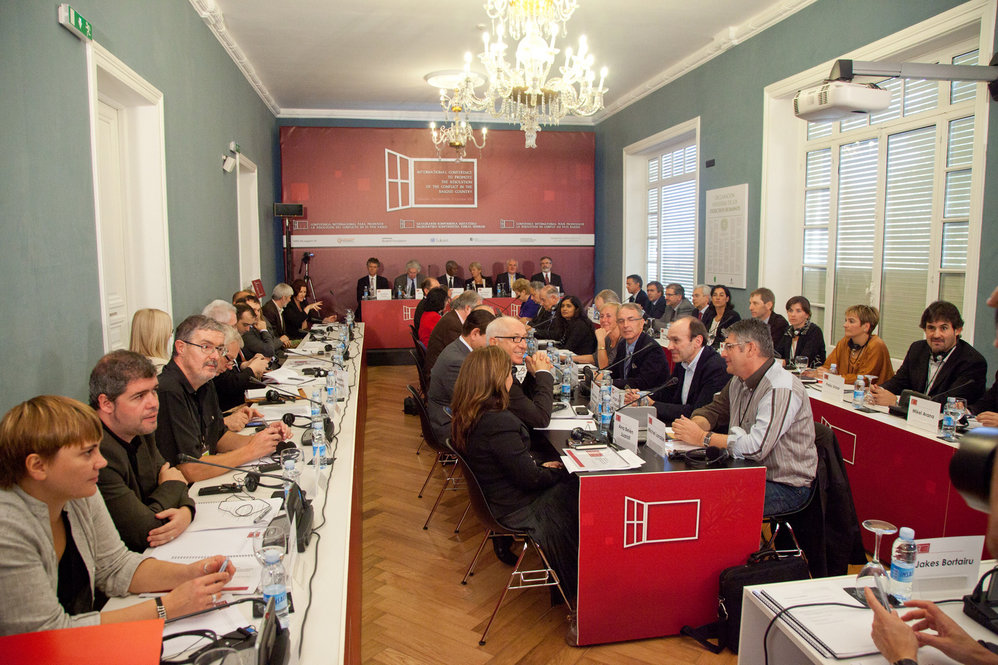
La conférence au début avec les délégués internationaux, les hommes politiques, les syndicats et partenaires sociaux basques.

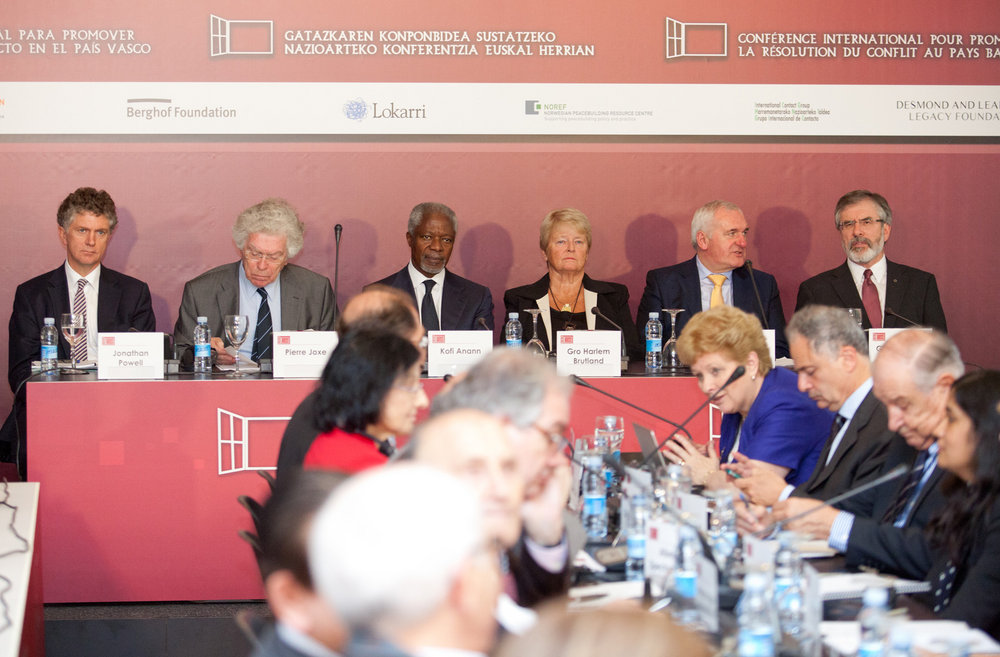
Table de conférence à laquelle sont assis les Six, de gauche à droite: Jonathan Powell, Pierre Joxe, Kofi Annan, Gro Harlem Brundtland, Bertie Ahern et Gerry Adams.

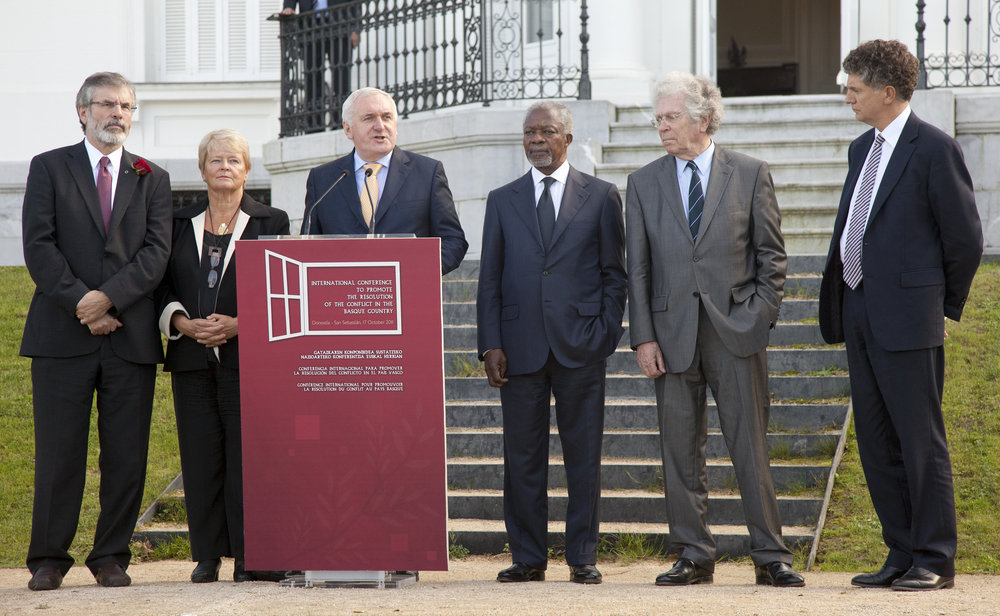
Los Six de Aiete.

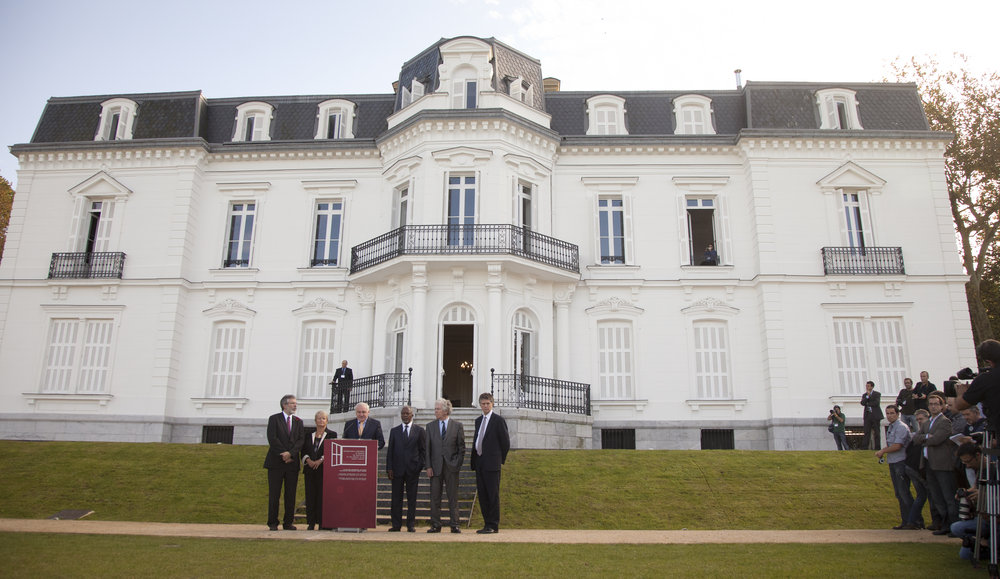
Le Palais d'Aiete

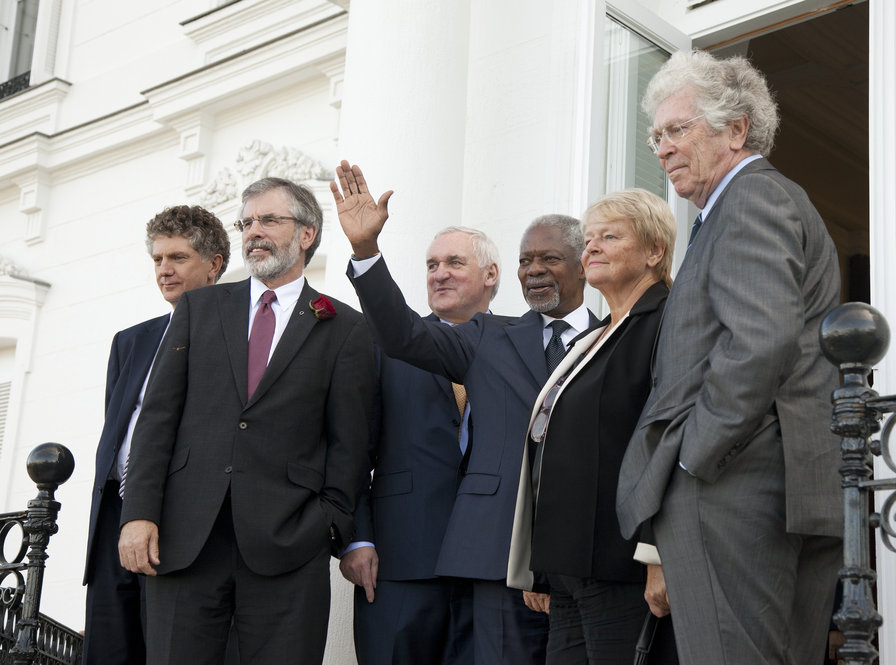
Les Six de Aiete, de gauche à droite: Jonathan Powell, Gerry Adams, Bertie Ahern, Kofi Annan, Gro Harlem Brundtland et Pierre Joxe.

La Conférence internationale de paix de Aiete est une déclaration intégrale sur la paix au Pays basque, qui s'est tenue lundi 17 octobre 2011 à Saint-Sébastien. Le Palais d'Aiete est l'ancienne résidence de Franco.
Une importante déclaration, dite « Déclaration de Aiete » a été présentée par l'ancien Secrétaire général de l'ONU et prix Nobel de la Paix Kofi Annan; l'Irlandais Gerry Adams, président du Sinn Féin ; l'ancien Premier ministre irlandais Bertie Ahern, l'ancien ministre français de l'Intérieur Pierre Joxe ; l'ancienne première ministre norvégienne, Gro Harlem Brundtland ; et l'ancien chef de cabinet de Tony Blair, Jonathan Powell.
« Nous sommes venus au Pays Basque aujourd'hui car nous croyons qu'il est temps et aussi qu'il est possible de mettre un terme au dernier conflit armé d'Europe.
Nous croyons que ce but peut maintenant être atteint, avec le soutien des citoyens et de leurs représentants politiques, ainsi que le soutien de l'Europe et, plus largement, de la communauté internationale. Nous tenons à souligner que nous ne sommes pas venus ici pour imposer quoi que ce soit ou en prétendant avoir le droit ou l'autorité de dire aux citoyens de ce pays ou aux acteurs et représentants politiques concernés ce qu'ils devraient faire.
Nous sommes au contraire venus en toute bonne foi avec l'espoir d'apporter des idées inspirées par nos propres expériences dans la résolution de conflits de longue durée, ceux dont ont souffert nos propres sociétés et nos propres peuples et d'autres que nous avons aidé à résoudre.
Nous savons de notre propre expérience qu'il n'est jamais facile de mettre un terme à la violence et au conflit et de donner toutes ses chances à une paix durable. Cela demande courage, volonté de prendre des risques, engagement total, générosité et sagesse.
La paix intervient lorsque le pouvoir de la réconciliation prend l'avantage sur une haine bien établie; lorsque le potentiel du présent et du futur l'emporte sur l'amertume du passé.
Notre propre expérience nous a également appris qu'au moment où surgit une véritable opportunité pour la paix, il faut la saisir. L'aspiration grandissante des citoyens de ce pays et de leurs représentants politiques à résoudre ce conflit par le dialogue, la démocratie et sans aucune violence a créé cette opportunité.
Pour toutes ces raisons, nous croyons qu'il est aujourd'hui possible de mettre un terme à plus de cinquante années de violence et d'atteindre une paix juste et durable.
Au vu de ce qui précède :
1. Nous invitons l'ETA à déclarer publiquement l'arrêt définitif de toute action armée et à solliciter le dialogue avec les gouvernements d'Espagne et de France pour aborder exclusivement les conséquences du conflit.
2. Si une telle déclaration est faite, nous encourageons vivement les gouvernements d'Espagne et de France à bien l'accueillir et à consentir à l'ouverture d'un dialogue traitant exclusivement des conséquences du conflit.
3. De notre expérience dans la résolution de conflits, il y a souvent d'autres sujets qui, s'ils sont abordés, peuvent aider à atteindre une paix durable. Nous suggérons que les représentants politiques et acteurs non-violents se rencontrent pour discuter des questions politiques et, en consultation avec la population, de tout autre sujet qui pourrait contribuer à créer une nouvelle ère pacifique. De notre expérience, les observateurs tiers ou les médiateurs facilitent un tel dialogue. Ici, le dialogue pourrait, si les personnes impliquées le souhaitent, être accompagné par des médiateurs internationaux.
4. Nous conseillons que des mesures conséquentes soient prises pour promouvoir la réconciliation, apporter reconnaissance, compensation et assistance à toutes les victimes, reconnaître le tort qui a été causé et tenter de soigner les plaies, au niveau des individus comme de la société.
5. Nous sommes disposés à constituer un comité pour accompagner la mise en œuvre de ces recommandations[1]. »

De nombreux anciens eurodéputés soutiennent la Déclaration d'Aiete et appellent à la participation des institutions européennes, tels que Anne-Marie Lizin, Elisabeth Rehn, Frank Schwalba-Hoth, Jaak Vandemeulebroucke, Jean Crusol, Jens-Peter Bonde, Johan Van Hecke, Laurens Jan Brinkhorst, Luca Romagnoli, Margie Sudre, Mary Lou McDonald, Nelly Maes, Robert Evans, Yves Frémion

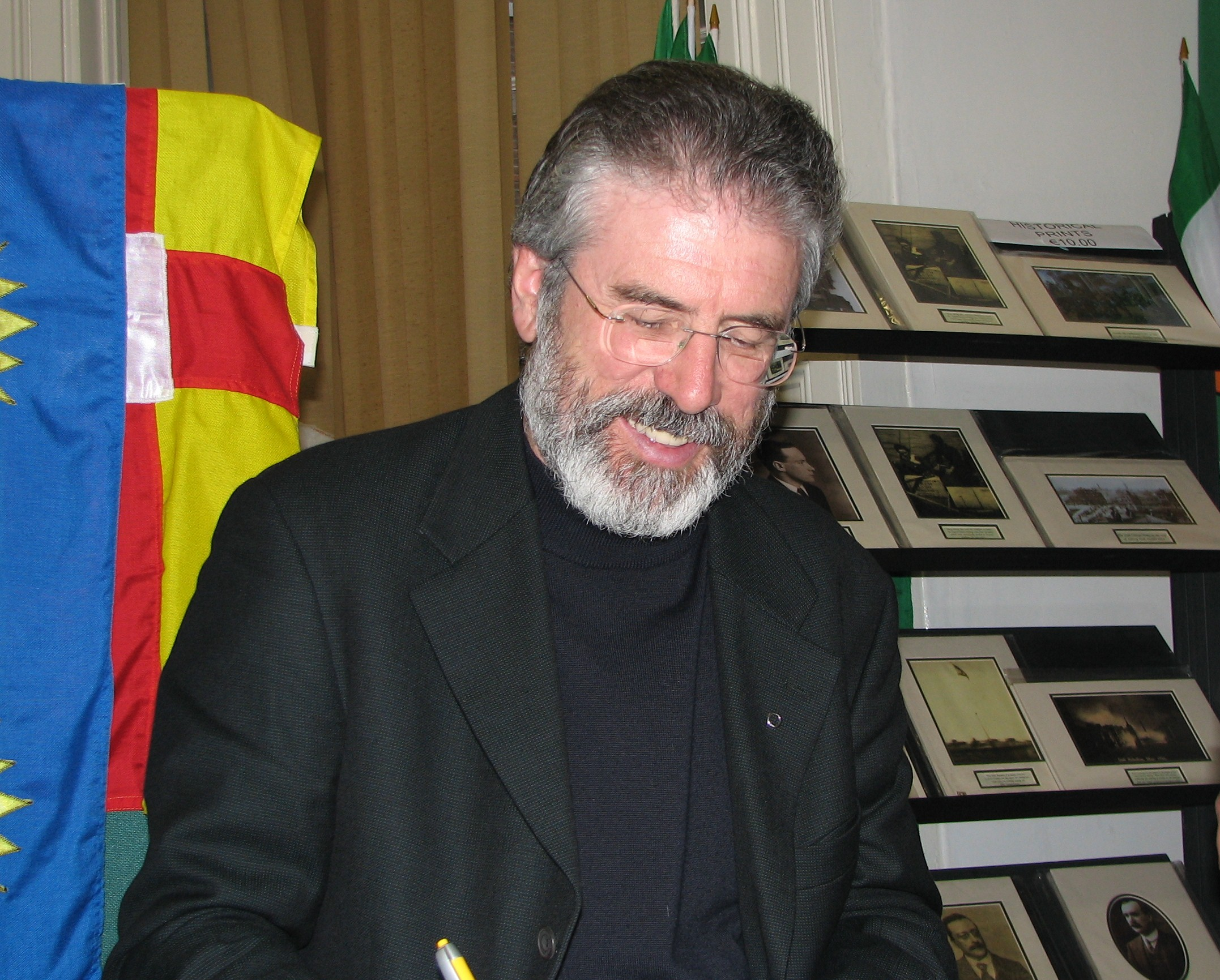
Gerry Adams.
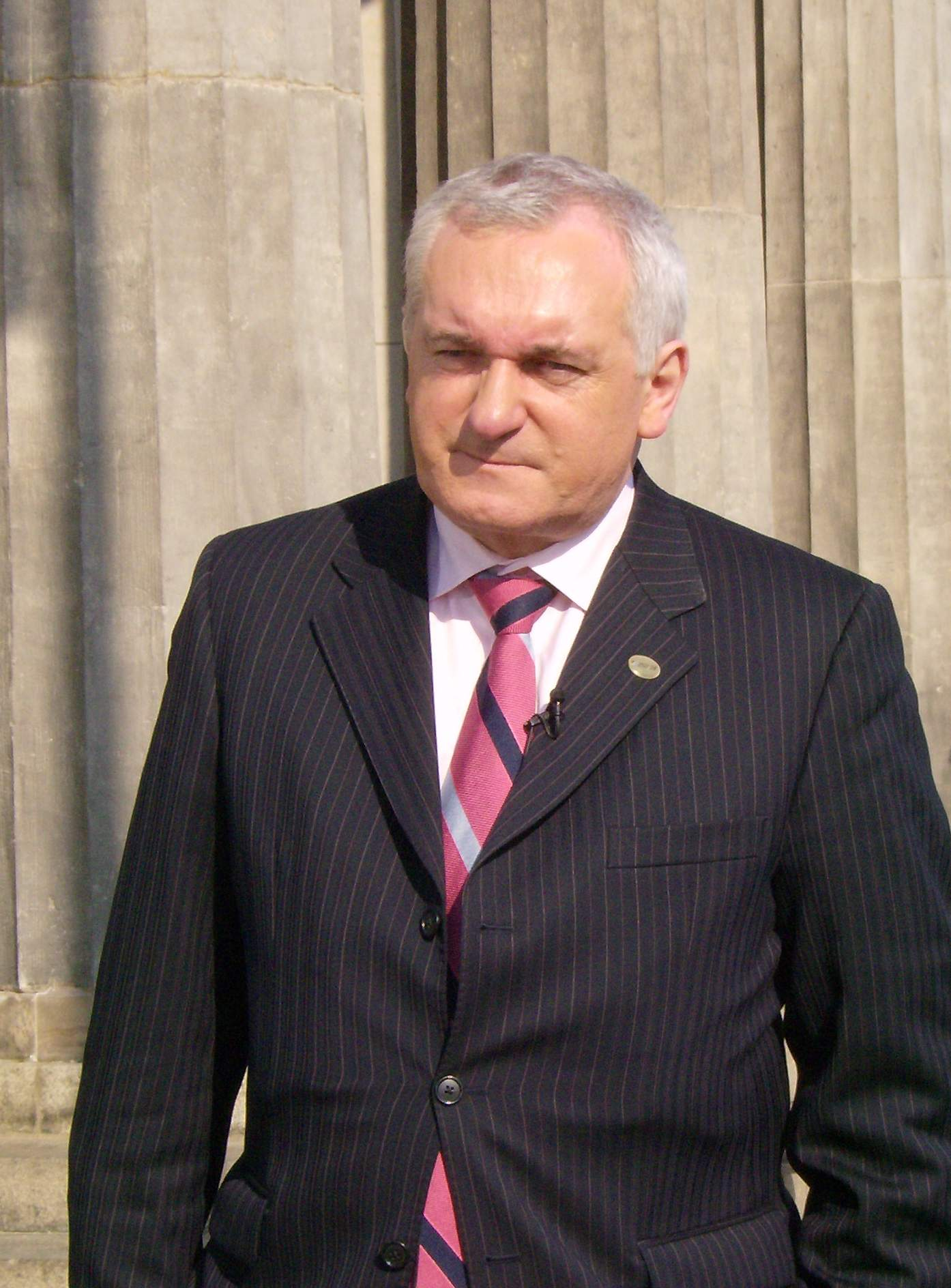
Bertie Ahern.
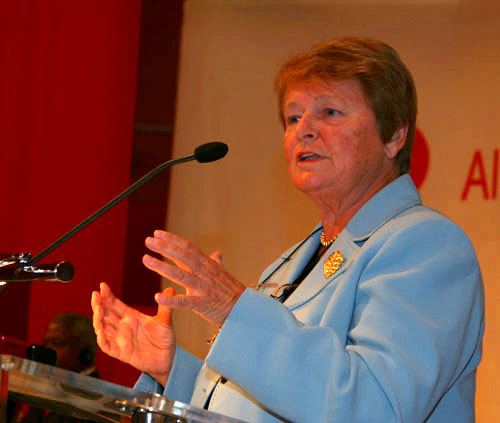
Gro Harlem Brundtland.
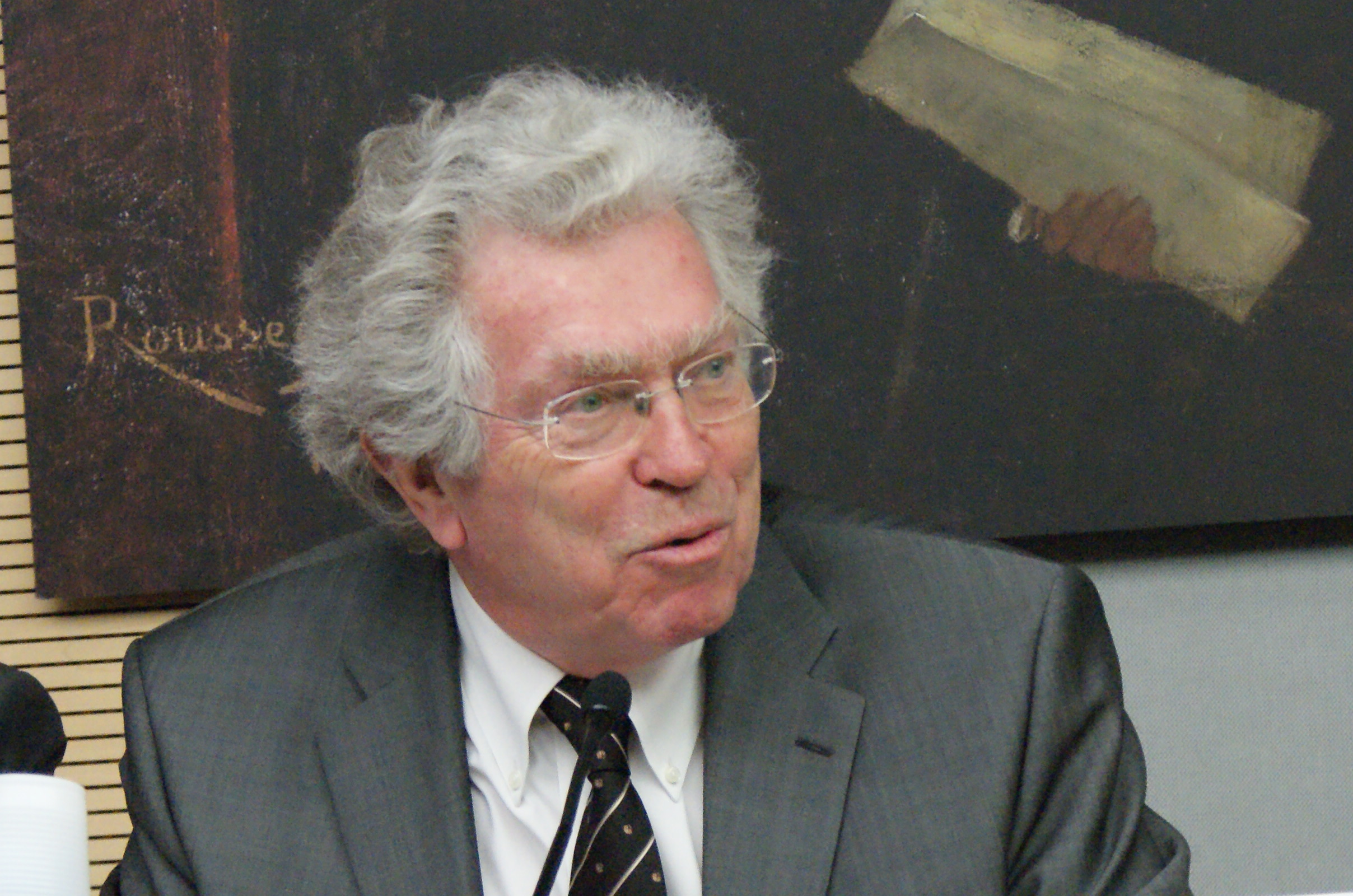
Pierre Joxe.
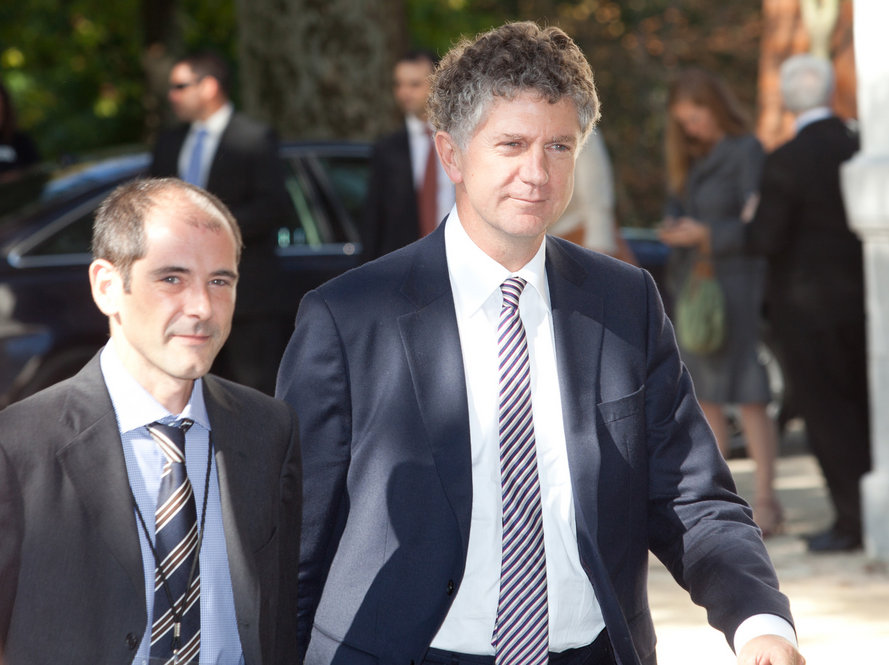
Jonathan Powell (à droite)